# Baza lotnicza Ramon
Baza Lotnicza Ramon – wojskowa baza Sił Powietrznych Izraela położona w pobliżu miasteczka Micpe Ramon, na pustyni Negew w południowej części Izraela.

## Historia
Po wycofaniu się izraelskich wojsk z Półwyspu Synaj rząd Stanów Zjednoczonych udzielił pomocy finansowej i technicznej przy budowie nowych baz izraelskich sił powietrznych. W ten sposób w 1981 roku została wybudowana baza lotnicza Ramon.

## Obecna eksploatacja
Na terenie bazy stacjonują oddziały specjalne jednostek Sayeret Moran i Sayeret Meitar. Istnieje tutaj ośrodek szkoleniowy Sayeret Meitar, który obejmuje szkołę i poligon rakiet przeciwczołgowych.

## Eskadry
W bazie stacjonuje kilka eskadr:
- 107 Eskadra ("Rycerze Pomarańczowego Ogona") – samoloty wielozadaniowe F-16I Sufa,
- 113 Eskadra ("Szerszeń") – helikoptery szturmowe AH-64D Apache,
- 119 Eskadra ("Nietoperz") – samoloty wielozadaniowe F-16I Sufa,
- 146 Eskadra – bezzałogowe aparaty latające UAV Searcher i Hermes 450,
- 190 Eskadra ("Magiczne Dotknięcie") – helikoptery szturmowe AH-64 Apache,
- 253 Eskadra ("Negew") – samoloty wielozadaniowe F-16I Sufa.